# Maria Antonia Braile
Maria Antonia Braile, född 1894 i San Demetrio Corone, var en arberesjisk (albansk) författare. Hon blev den första albanskan att ge ut böcker på albanska språket.
Hennes albanskspråkiga diktsamling, betitlad Canti, gavs ut 1917 i Kalabrien i Italien.  Hennes dikter är enkla och melankoliska.

### Fotnoter
1. ↑  Kodra, Klara. Poetesha e parë arbëreshe dhe shqiptare
2. ↑  Jorgaqi, Nasho. Zërat e parë femërorë të letërsisë shqipe Arkiverad 17 november 2015 hämtat från the Wayback Machine.
3. ↑  Gradilone, Giuseppe. La letteratura albanese e il mondo classico: 4 studi